# Assan Ouédraogo
Forzan Assan Ouédraogo (Mülheim, 2006. május 9. –) Burkina Fasó-i származású német utánpótlás-válogatott labdarúgó, az RB Leipzig középpályása.

## Pályafutása

### Klubcsapatokban
Szülővárosában, a TuS Union 09 Mülheimben kezdett el játszani, onnan került a Schalke 04 akadémiájára 2014-ben. 2022 nyarán írta alá első profi szerződését. A 2023–2024-es szezont már a felnőtt csapat tagjaként kezdte meg, és az előszezonban több felkészülési találkozón is kiemelkedő teljesítményt nyújtott; gólt szerzett az 1. FC Bocholt, és a Górnik Zabrze ellen is.
A német másodosztályban a Hamburg ellen mutatkozott be 2023. július 23-án, mégpedig góllal. Bár csapata 5–3-ra kikapott, 17 évesen és 80 naposan Ouédraogo lett a Schalke történetének legfiatalbb játékosa, aki bajnoki mérkőzésen pályára lépett a csapatban, illetve ő lett a klub legfiatalabb gólszerzője is, átadva a múltnak Volker Abramczik és Julian Draxler rekordját. A mérkőzést követő nyilatkozatában edzője, Thomas Reis is méltatta, kiemelve, hogy fokozatosan fogják beépíteni a csapatba, hogy vigyázzák töretlen fejlődését.
Miután a Schalke a szezon végén nem jutott fel az élvonalba, Ouédraogo 10 millió euróért cserébe öt évre aláírt az RB Leipzighez.

### A válogatottban
Többszörös német utánpótlás-válogatott. A 2023-as U17-es Európa-bajnokság döntőjének büntetőpárbajában ő szerezte a mindent eldöntő gólt a franciák elleni győztes mérkőzésen.. Ugyanebben az évben tagja volt az Indonéziában megrendezett U17-es viláégbajnokságon szereplő német válogatottnak is, amelyet a németek szintén megnyertek.
Szülei révén Burkina Fasó-i származású, így felnőtt szinten az afrikai válogatottban is pályára léphet.

## Játékstílusa
Úgynevezett box-to-box középpályás, aki az egész pályát bejátsza. Kétlábas, kreatív, jól cselező játékos.

## Családja
Édesapja, Alassane Ouédraogo 33 alkalommal szerepelt a Burkina Fasó-i válogatottban.